# Zbigniew Szydłowski (hokeista)
Zbigniew Szydłowski (ur. 2 kwietnia 1976) – polski hokeista, trener.

## Kariera zawodnicza
- Polonia Bytom (1994-2008)
- Naprzód Janów (2008-2009)
- Unia Oświęcim (2009-2010)
- GKS Tychy (2010-2011)
- Polonia Bytom (2011)
- Zagłębie Sosnowiec (2011-2012)
- Polonia Bytom (2012-2014)

Wychowanek Polonii Bytom. W barwach reprezentacji Polski do lat 18 uczestniczył w turnieju mistrzostw Europy juniorów w 1994. Będąc zawodnikiem Polonii Bytom w latach 90. grę w hokeja łączył z pracą w kopalni. Od maja 2009 zawodnik Unii Oświęcim, z którą rozegrał sezon 2009/2010. Od maja 2010 do stycznia 2011 zawodnik GKS Tychy.

## Kariera trenerska
Od 2015 asystent trenera Polonii Bytom, Dariusza Jędrzejczyka, a od połowy 2016 trenera Tomasza Demkowicza, od połowy 2018 Andrieja Parfionowa.

## Sukcesy

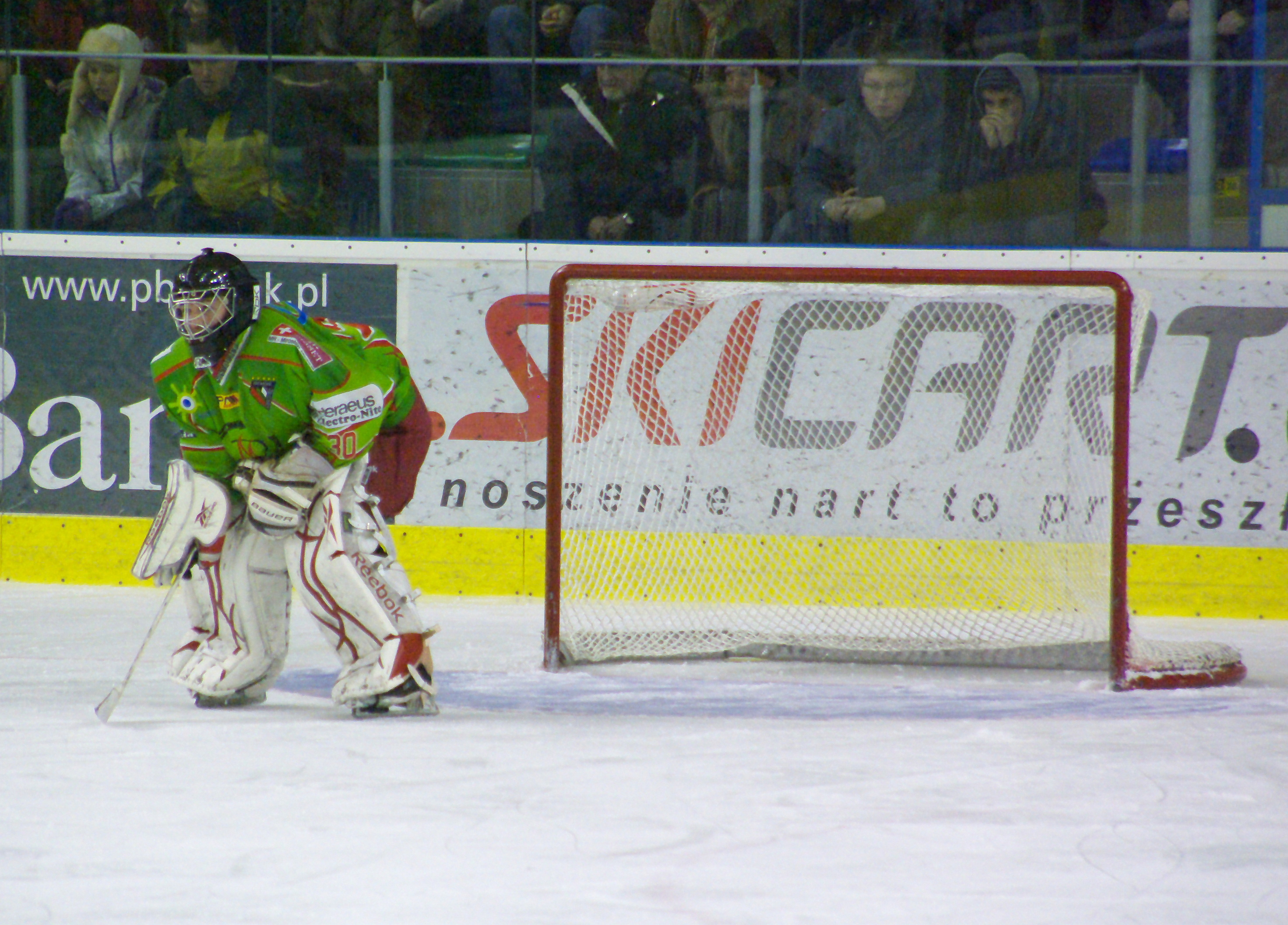
Zbigniew Szydłowski w bramce Zagłębia Sosnowiec (2012)

Klubowe zawodnicze
- Złoty medal I ligi: 2000, 2007, 2013 z Polonię Bytom
- Brązowy medal mistrzostw Polski: 2001 z Polonię Bytom
- Srebrny medal mistrzostw Polski: 2011 z GKS Tychy

Klubowe szkoleniowe
- Brązowy medal mistrzostw Polski: 2017 z Polonią Bytom